# Aulacomerus gibbifrons
Aulacomerus gibbifrons – gatunek błonkówki z rodziny Pergidae.

## Taksonomia
Gatunek ten został opisany w 1900 roku przez Friedricha Konowa pod nazwą Loboceros gibbifrons. Jako miejsce typowe podano Boliwię. Syntypem była samica. W 1990 David Smith przeniósł go do rodzaju Aulacomerus.

## Zasięg występowania
Ameryka Południowa, znany z Argentyny (prowincja Tucumán w płn.-zach. części kraju), Boliwii oraz z Paragwaju.